# Matías Muñoz
Matías Damián Muñoz Sevilla (Río Gallegos, 22 de marzo de 1996) es un futbolista argentino que se desempeña como marcador central y su equipo actual es Gimnasia y Esgrima de Mendoza de la Primera Nacional de Argentina.

## Trayectoria

### Ferro
Realizó sus categoría inferiores en Boxing Club,.para pasar luego a las de Racing Club. Tras quedar libre, pasó a la reserva de Ferro Carril Oeste. El entrenador Gustavo Coleoni lo convoca a entrenar con primera el 14 de julio de 2016 en Caballito, para realizar la pretemporada con el primer equipo de cara al Campeonato de Primera B Nacional 2016-17. Concentró por primera vez el 27 de agosto de 2016 por el encuentro entre Ferro y Central Córdoba, partido que termina ganando Ferro por 4 a 3, en dónde integró el banco de suplentes pero no tuvo la posibilidad de disputar ningún minuto. Su debut se haría esperar un año, el 16 de julio de 2017 ingreso como titular en el partido entre Ferro y All Boys siendo que a los 32 minutos del segundo tiempo por lo expulsaron, el partido terminó en derrota por 1 - 0.
En la pretemporada siguiente es convocado para integrar la misma, siendo que es la segunda que realiza como profesional, compartiendo plantel con una gran lista de jugadores salidos de las inferiores de Ferro Jugaría 4 partidos del Campeonato de Primera B Nacional 2017-18 antes de sufrir una rotura de meniscos que lo haría perderse toda la temporada y pasar por el quirófano, siendo que la operación fue exitosa.

### Colegiales
Llega a préstamo al club de Munro por la lesión de Rodrigo Paillalef para disputar lo que restaba del Campeonato de Primera B 2018-19, disputó un total de 23 partidos marcando 2 goles.

### Ferro
De cara al Campeonato de Primera Nacional 2019-20 regresa a Ferro donde sería tenido en cuenta, pero tras jugar un solo partido de titular, completando los 90 minutos y sin marcar goles, se lesiona y debía someterse a una cirugía de tórax que afortunadamente sale bien pero que lo tendría alejado de las canchas por todo el campeonato, habilitando un cupo de incorporación que el club aprovecharía trayendo a Rubén Tarasco.

### Tristán Suárez
En octubre de 2020, se confirma su llegada a préstamo al lechero para disputar lo que resta del Campeonato Transición de Primera B 2020 y el siguiente campeonato debiendo retornar a Ferro el 31 de diciembre del 2021. Si bien no consiguen ser campeones logran el segundo ascenso a la Primera B Nacional. En total disputó 8 partidos sin marcar ningún gol.
De cara al Campeonato de Primera Nacional 2021 se volvió una pieza clave en la mitad de la cancha, jugando un total de 32 partidos y marcando un gol en 2106 minutos jugados, siendo que en solo dos partidos ingresó desde el banco, el resto fueron todos de titular.

### All Boys
En el año 2022 firma un préstamo por un año sin cargo pero con una opción de compra que lo dejará ligado a All Boys hasta el 31 de diciembre del 2022, debiendo regresar a Ferro en ese momento. En este tiempo disputará el Campeonato de Primera Nacional 2022. Tras un buen campeonato se clasifica al reducido para disputar el ascenso pero queda eliminado en el partido contra Defensores de Belgrano.

### Unión La Calera
El 25 de enero del año 2024 es presentado en Club de deportes Unión La Calera para participar en la Primera División del Futbol Chileno, Copa Chile y Copa Sudamericana.

## Estadísticas
Actualizado al 13 de octubre de 2023

| Ferro Argentina | 2.ª           | 2016-17       | 2   | 0 | 0 | 0 | — | — | 2   | 0 | 0    |
| Ferro Argentina | 2.ª           | 2017-18       | 4   | 0 | 0 | 0 | — | — | 4   | 0 | 0    |
| Ferro Argentina | Total club    | Total club    | 6   | 0 | 0 | 0 | 0 | 0 | 6   | 0 | 0    |
| Colegiales Argentina | 3.ª           | 2018-19       | 23  | 2 | 0 | 0 | — | — | 23  | 2 | 0.09 |
| Colegiales Argentina | Total club    | Total club    | 23  | 2 | 0 | 0 | 0 | 0 | 23  | 2 | 0.09 |
| Ferro Argentina | 2.ª           | 2019-20       | 1   | 0 | 0 | 0 | — | — | 1   | 0 | 0    |
| Ferro Argentina | Total club    | Total club    | 1   | 0 | 0 | 0 | 0 | 0 | 1   | 0 | 0    |
| Tristán Suárez Argentina | 3.ª           | 2020          | 8   | 0 | 0 | 0 | — | — | 8   | 0 | 0    |
| Tristán Suárez Argentina | 2.ª           | 2021          | 32  | 1 | 0 | 0 | — | — | 32  | 1 | 0.03 |
| Tristán Suárez Argentina | Total club    | Total club    | 40  | 1 | 0 | 0 | 0 | 0 | 40  | 1 | 0.03 |
| All Boys Argentina | 2.ª           | 2022          | 34  | 1 | 0 | 0 | — | — | 34  | 1 | 0.03 |
| All Boys Argentina | 2.ª           | 2023          | 26  | 0 | 1 | 0 | — | — | 27  | 0 | 0    |
| All Boys Argentina | Total club    | Total club    | 60  | 1 | 1 | 0 | 0 | 0 | 61  | 1 | 0.02 |
| Unión La Calera · Chile | 1.ª           | 2024          | 22  | 1 | 1 | 0 | 4 | 0 | 27  | 1 | 0.03 |
| Unión La Calera · Chile | Total club    | Total club    | 22  | 1 | 1 | 0 | 4 | 0 | 27  | 1 | 0.03 |
| Total carrera | Total carrera | Total carrera | 152 | 5 | 2 | 0 | 4 | 0 | 158 | 5 | 0.03 |
| (1) La copa nacional se refiere a la Copa Argentina, Supercopa Argentina y Copa Chile. (2) La copa internacional se refiere a la Copa Sudamericana, Recopa Sudamericana, Copa Libertadores y Copa Suruga Bank. |               |               |     |   |   |   |   |   |     |   |      |